# مرآت‌الوقایع مظفری
مرآت الوقایع مظفری مجموعه یادداشت‌هایی است درباره حوادث ایران و شرح رنج‌های مردم این سرزمین در فاصله ذی‌القعده ۱۳۱۴ق تا ۱۳۲۴ق (۱۲۸۵ خورشیدی) و به تعبیر دیگر زمان سلطنت مظفرالدین شاه، نوشته شده به دست عبدالحسین خان ملک الورخین که بعدها به لسان السلطنه نامدار شد.